# Daniele Orsato
Daniele Orsato (Montecchio Maggiore, 1975. november 24. –) olasz nemzetközi labdarúgó-játékvezető. Polgári foglalkozása villamosmérnök.

## Pályafutása

### Nemzeti játékvezetés
A játékvezetésből 1993-ban vizsgázott, 2002-2006 között a Seria C1 és C2 bírója, 2006. december 17-től a Serie A és B játékvezetője. 2010-től a Seria A hivatalnoka.

### Nemzetközi játékvezetés
Az Olasz labdarúgó-szövetség Játékvezető Bizottsága (JB) terjesztette fel nemzetközi játékvezetőnek, a Nemzetközi Labdarúgó-szövetség (FIFA) 2010-től tartotta nyilván bírói keretében. Több nemzetek közötti válogatott és klubmérkőzést vezetett. FIFA JB besorolás szerint 2012-től elit kategóriás bíró. Az olasz nemzetközi játékvezetők rangsorában, a világbajnokság-Európa-bajnokság sorrendjében többedmagával a 36. helyet foglalja el 2 találkozó szolgálatával.
Válogatott mérkőzéseinek száma: 8 (2013).

#### Világbajnokság
A világbajnoki döntőhöz vezető úton Brazíliába a XX., a 2014-es labdarúgó-világbajnokságra a FIFA JB bíróként alkalmazta.

##### 2014-es labdarúgó-világbajnokság

###### Selejtező mérkőzés
| Időpont           | Helyszín             | Mérkőzés típusa           | Mérkőzés                 | Eredmény | Nézők száma |
| ----------------- | -------------------- | ------------------------- | ------------------------ | -------- | ----------- |
| 2012. október 16. | Népstadion, Budapest | előselejtező (D. csoport) | Magyarország–Törökország | 3 : 1    | 26 000      |

#### Európa-bajnokság
Az európai-labdarúgó torna döntőjéhez vezető úton Ukrajnába és Lengyelországba a XIV., a 2012-es labdarúgó-Európa-bajnokságra az UEFA JB játékvezetőként foglalkoztatta.

##### 2012-es labdarúgó-Európa-bajnokság

###### Selejtező mérkőzés
| Időpont           | Helyszín                         | Mérkőzés típusa           | Mérkőzés               | Eredmény | Nézők száma |
| ----------------- | -------------------------------- | ------------------------- | ---------------------- | -------- | ----------- |
| 2010. október 8.  | Köztársasági Stadion, Jereván    | előselejtező (B. csoport) | Örményország–Szlovákia | 3 : 1    | 8 500       |
| 2011. október 11. | Mikheil Meskhi Stadion, Tbiliszi | előselejtező (F. csoport) | Grúzia–Görögország     | 1 : 2    | 7 824       |

#### Nemzetközi kupamérkőzések
Vezetett kupadöntők száma: 1.

##### Román kupa
A Román labdarúgó-szövetség, felülbírálva a Játékvezető Bizottság (JB) döntését, a kupadöntőre külföldi játékvezetőt kért a FIFA JB-től.
| Időpont         | Helyszín                  | Mérkőzés típusa | Mérkőzés                               | Eredmény | Nézők száma |
| --------------- | ------------------------- | --------------- | -------------------------------------- | -------- | ----------- |
| 2012. május 23. | Nemzeti Stadion, Bukarest | döntő           | FC Rapid București–FC Dinamo București | 0 : 1    | 40 000      |

## Szakmai sikerek
A 2011/2012 Seria A bajnoki évad legjobb játékvezetőjeként megkapta a Dr. Giovanni Mauro alapítvány elismerő díját.